# Kościół św. Marcina w Wilkowicach
Kościół świętego Marcina w Wilkowicach – rzymskokatolicki kościół parafialny należący do parafii pod tym samym wezwaniem (dekanat święciechowski archidiecezji poznańskiej).

## Historia
Jest to świątynia wzniesiona na początku XVI wieku. Około 1570 roku została przekazana braciom czeskim, natomiast w 1625 roku dzięki staraniom Stanisława Wilkowskiego wróciła do katolików. Budowla była restaurowana na początku XVIII wieku i w latach 1803–1805. W 1819 roku została dobudowana wieża, ale zniszczył ją pożar w 1931 roku. Wieża została odbudowana w drugiej połowie lat 30. XX wieku. W 1962 roku zostało odnowione wnętrze świątyni. 21 czerwca 2011 roku na wieży zostały zamontowane nowe dzwony ufundowane przez rodziny Stróżyków i Górczaków z Wilkowic. Wykonano je w Ludwisarni Felczyńskich w Taciszowie. Ważą odpowiednio: 150 kg i 290 kg. 

## Architektura
Budowla powstała na planie wydłużonym, jest orientowana i posiada nieznacznie węższe, trójbocznie zamknięte prezbiterium, dłuższe o 1 metr od nawy. Od strony zachodniej jest umieszczona wieża wzniesiona na planie kwadratu i cztery mniejsze dobudówki przylegające do trzech zasadniczych brył. Kościół, która powstał oryginalnie w stylu późnogotyckim, zachował niewiele z tego stylu. Z powodu przebudów wykonywanych na przestrzeni wieków świątynia została w dużej mierze zbarokizowana.